# ۷۸۰ (خورشیدی)
۷۸۰ هفتصد و هشتادمین سال هجری خورشیدی است.